# Dynasty (álbum)
Dynasty (estilizado en mayúsculas) es un álbum de estudio colaborativo entre el productor Tainy y el cantante Yandel. Fue publicado el 15 de julio de 2021 bajo Y Entertainment y Neon16.
El álbum presenta nueve canciones, en su mayoría con ritmos de reguetón y están incluidas las participaciones de Rauw Alejandro y el rapero SAINt JHN. Así mismo, es el primer álbum colaborativo entre Tainy y Yandel, ambos como solistas, ya que antes trabajaron juntos en diversas ocasiones a lo largo de 16 años.

## Lista de canciones
| N.º   | Título                         | Duración |  |
| 1.    | «Intro»                        | 0:20     |  |
| 2.    | «Una más» (con Rauw Alejandro) | 2:46     |  |
| 3.    | «Cámara lenta»                 | 2:33     |  |
| 4.    | «Deja vú»                      | 2:58     |  |
| 5.    | «El plan»                      | 2:39     |  |
| 6.    | «Háblame claro»                | 2:23     |  |
| 7.    | «Si te vas» (con SAINt JHN)    | 3:14     |  |
| 8.    | «Buscando calor»               | 2:53     |  |
| 9.    | «Va y ven»                     | 4:19     |  |
| 24:09 |                                |          |  |

## Créditos y personal
Adaptados desde AllMusic.
- Marcos Masis – Artista principal, composición, producción.
- Llandel Veguilla – Artista principal, composición.
- Rauw Alejandro – Artista invitado, composición (2).
- Alejandro Borrero – Composición.
- Abner Cordero (Jota Rosa) – Composición (2, 3, 5-7, 9).
- Gabriel Eugenio Rodríguez Morales (Gaby Morales) – Composición (2-5, 7-9).
- Andrés Jael Correa Ríos (Rios) – Composición (2).
- Ivanni Rodríguez – Composición (2-9).
- Álvaro Díaz – Composición (4).
- Roberto Rafael Elías Rivera – Composición (4).
- Kevyn Cruz – Composición (5).
- Ricardo López – Composición (5).
- Christopher «Bryan» Ramos (La Mente del Equipo) – Composición (5).
- Juan Camilo Vargas Vásquez – Composición (5).
- Carlos St. John Phillips (SAINt JHN) – Artista invitado, composición (7).
- Yarek Orsini – Composición (8).
- Carlos Meléndez – Composición (9).

## Posicionamiento en listas
| Listas (2021)                     | Mejor posición |
| --------------------------------- | -------------- |
| España (Top 100 Álbumes)          | 49             |
| Estados Unidos (Top Latin Albums) | 25             |

## Certificaciones
| País (Certificador) | Certificación | Ventas certificadas |
| --- | ------------- | ------------------- |
| Estados Unidos (RIAA) | Oro (Latin)   | 30 000*             |
| ^cifras de envíos basadas únicamente en la certificación xcifras no especificadas basadas únicamente en la certificación |               |                     |